# Nombre 193
El nombre 193 (CXCIII) és el nombre natural que segueix el nombre 192 i precedeix el nombre 194.
La seva representació binària és 11000001, la representació octal 301 i l'hexadecimal C1.
És un nombre primer; altres factoritzacions són 1×193.